# نادي بون وكروكيت
نادي بون وكروكيت هو عبارة عن منظمة أمريكية غير ربحية تدعوا الى "الصيد العادل" لدعم الحفاظ على الموطن البيئي . يعد هذا النادي أقدم منظمة في امريكا الشمالية تدعوا للحفاظ على على الحياة البرية وبيائتها، تم تأسيس النادي في الولايات المتحدة الأمريكية في عام 1887 على يد ثيودور روزفلت وجورج بيرد جيرنل. تم تسمية النادي بأسم بطلين من أبطال الصيد كتكريم لهم، دانيال بون وديفي كروكيت ، الذان أُعتُبرا من قبل مؤسسين النادي رائدين في مجال الصيد من خلال صيدهما على نطاق واسع أثناء أستكشافهما للغرب الأمريكي، ولكن بنفس الوقت أدراكهم لمخاطر للأفراط في صيد الطرائد. أضافة الى تأسيس وتأصيل مفهوم "الصيد المعتدل" كأخلاقيات للصيد،  عمل النادي على توسيع وحماية حديقة يلوستون الوطنية وإنشاء جمعية الحفاظ الأمريكي. النادي وأعضائه كانوا أيضاً مسؤولين عن القضاء على سوق الصيد التجاري، وإنشاء المتنزهات الوطنية وخدمات الغابات الوطنية ، والمحميات الطبيعية، وتمويلها للمحافظة عليها، كل ذلك تحت مظلة ما يُعرف اليوم بالنموذج الأمريكي الشمالي للحفاظ على الحياة البرية . يقع المقر الرئيسي في ميسولا، موناتا، والذي هو أيضاُ مؤسسة روكي ماونتن إلك .

## خلفية عن النادي
من أهم الأعضاء الرئيسين للنادي هم: ثيودور روزفلت ، وجورج بيرد جرينيل ، ماديسون غرانت ، وتشارلز ألكسندر شيلدون ، وويليام تيكومسيه شيرمان ، بويز بينروز ، جيفورد بينكوت ، وفريدريك راسل بيرنهام ، وتشارلز ديرينج ، وألدو ليوبولد . واليوم لا يزال النادي مستمراً بدوره كمؤسسة فكرية، ومعروف بشكل رئيسي بمحافظته على نظام لتسجيل وجمع البيانات التي من خلالها يتم تقدير وتتبع الطرائد كبيرة الحجم كمقياس للنجاح في أدارة الحياة البرية

## تاريخ النادي
في ديسمبر 1887، أقترح ثيودور روزفلت أنشاء نادي بون وكروكيت أثناء عشاء في مكان أقامته في مدينة نيويورك. في يناير، 1888، تم أنشاء النادي مع الأعضاء والمسؤولين التالين:
- الرئيس: ثيودور روزفلت
- السكرتير: أرشيبالد روجرز
- الأعضاء: ألبرت بيرستادت ، هيبر ر. بيشوب ، بنيامين ف. بريستو، ج. كولمان درايتون، دي جي اليوت، جورج بيرد جيرنل، أرنولد هاج، جيمس إي. جونز، كلارنس كينج، ويليام. إتش ميريل جونيور، توماس باتون، جون جيه بييربونت، دبليو هاليت فيليبس، إي بي روجرز، إليوت روزفلت، جي إي روزفلت، جي دبليو روزفلت، رذرفورد ستويفيسانت ، دبليو إيه وادزورث، برونسون رومسي، لورانس رومسي و دبليو دي بيكيت.

شرع النادي بالترويج لمهارات الصيد بالأسحلة النارية، أستكشاف المناطق البرية في الولايات المتحدة، المحافظة على الطرائد كبيرة الحجم في مناطقها الأصيلة، معاينة وتوثيق الحياة البرية، والأنخراط في نقاشات حول الاراء والأفكار المتعلقة بالأستكشاف، الصيد، والترحال.

## التعليم
يوفر نادي بون وكروكيت العديد من البرامج التعليمية وورش العمل من خلال برامجه التعليمية المقامة في مزرعة ثيودور روزفلت التذكارية في دوبير، مونتانا. لم تكن هذه البرامج التعليمية ممولة فيدرالياً. تم تمويلها من قبل النادي نفسه والمؤسسات الخاصة التي تقوم بتمويل التعليم من رياض الأطفال الى الصف الثاني عشر. [بحاجة لمصدر]
يقع برنامج لي وبيني اندرسون التعليمي في مزرعة النادي للمواشي، مزرعة ثيودور روزفلت التذكارية، والتي يبلغ مساحتها 6060 فداناً، ويتمركز في مركز راسمسون للحفاظ على الحياة البرية الذي تبلغ مساحته 5000 قدم مربع، موسم العمل المعتاد للمركز يبدأ من تاريخ 1 أبريل إلى حد 31 أكتوبر، يتم توفير العديد من البرامج التعليمية خلال هذه المدة، وعلى سبيل المثال لا الحصر: رحلات ميدانية لرياض الأطفال الى الصف الثاني عشر متعلقة بالحفاظ على البيئة، معسكرات المغامرات الخارجية الخاصة بالنادي ( مخيمات للأقامة لمدة خمسة أيام لطلاب المدارس المتوسطة-الثانوية-الشباب)، وهو معكسر كشافة للمغامرات الجريئة معتمد وطنياً يسمى "معسكر مونتانا للغامرات الجريئة"، يقدم سلاسل من دورات الصيد التعليمية، و فعاليات لرياضات الرماية وهي متاحة للتأجير للقطاعين العام والخاص، والمنظمات الغير حكومية، الوكالات والمجموعات.

## روابط خارجية
- الموقع الرسمي لنادي بون وكروكيت
- السجلات التاريخية لنادي بون وكروكيت (أرشيف جامعة مونتانا)
- أوراق نادي بون وكروكيت لفيليب ل. رايت، ١٩٠٢-١٩٩٧ (أرشيف جامعة مونتانا)